# Willi Nowack
Willi Nowack (* 5. Dezember 1950 in Essen) ist ein deutscher Politiker und ehemaliger Landtagsabgeordneter (SPD).

## Leben und Beruf
Nach dem Besuch der Volksschule und des Gymnasiums mit dem Erlangen des Abiturs 1969 studierte er Rechtswissenschaften an der Ruhr-Universität Bochum, ohne allerdings mit dem ersten juristischen Staatsexamen einen akademischen Abschluss zu erlangen.
Anschließend war er ab 1980 als Versicherungskaufmann tätig und gründete 1985 ein Büro für Projektplanung, in dem er ab 1991 als geschäftsführender Gesellschafter der „Büro Nowack, Gesellschaft für Projektplanung mbH“ fungierte.
1969 wurde Nowack Mitglied der SPD. Er war in zahlreichen Parteigremien vertreten. Außerdem ist er seit 1990 Mitglied der Gewerkschaft Handel, Banken und Versicherungen. Gegen Nowack liefen zwei erfolglose Parteiausschlussverfahren.

## Abgeordneter
Vom 1. Juni 1995 bis 2. Juni 2005 war Nowack Mitglied des Landtags des Landes Nordrhein-Westfalen. Er wurde jeweils in den Wahlkreisen 078 Essen IV bzw. 077 Essen III direkt gewählt. Von 1975 bis 2003 war er Mitglied im Stadtrat der Stadt Essen.
Wegen Verstoßes gegen das Parteispendengesetz musste der Unterbezirk Essen der SPD im Jahr 2013 die Spenden der Baumarktkette Hellweg, die 1999 von Nowack und Detlev Samland falsch deklariert worden waren, zurückzahlen und zudem eine Buße an die Bundestagsverwaltung abführen.

## Verurteilung wegen Insolvenzverschleppung und Vorteilsannahme
Nachdem einstimmig im Landtag Nordrhein-Westfalen die Immunität des damaligen Abgeordneten Willi Nowack aufgehoben wurde, eröffnete die Staatsanwaltschaft im Oktober 2005 vor der I. Strafkammer des Landgerichts Essen den Prozess gegen den Politiker, dem nach vierjährigen Ermittlungen 303 Anklagepunkte, hauptsächlich im Bereich Wirtschaftskriminalität unter Ausübung seiner politischen Ämter und Insolvenzverschleppung seiner mit rd. 2,5 Millionen DM überschuldeten Firma, nach Nowacks Angaben eine „Projektplanungs GmbH“, zur Last gelegt wurden.
Obwohl ein Teil der Anklagepunkte bereits verjährt war oder sich nicht nachweisen ließ, wurde Nowack am 31. Oktober 2005 schuldig gesprochen und wegen Insolvenzverschleppung und Vorteilnahme zu einer Haftstrafe von einem Jahr und drei Monaten verurteilt, die der Vorsitzende Richter Loch allerdings zur Bewährung aussetzte.
In seiner Urteilsbegründung wies der Richter auf die nicht überzeugenden Versuche Nowacks hin, die Tätigkeiten seiner Projektplanungs GmbH vor Gericht schlüssig zu erklären. So wurde Nowack, zu besagter Zeit Mitglied im Bauplanungsausschuss der Stadt Essen, die Annahme von 45.000 Euro vom Geschäftsführer der Baumarktkette Hellweg nachgewiesen, ohne dass für dieses Geld eine „nachvollziehbare Gegenleistung“ Nowacks geschehen sei. Nowack habe, so Richter Loch weiter in der Urteilsbegründung, „den Eindruck beim Zahlenden nicht beseitigt, käuflich zu sein“.
Des Weiteren wurde Willi Nowack wegen Insolvenzverschleppung seiner um rund 1,25 Millionen Euro verschuldeten Projektplanungs GmbH verurteilt. So habe der Geschäftsführer Willi Nowack über Jahre hinweg dem Privatmann Willi Nowack Kredite aus dem wiederum aus Bankkrediten stammenden Firmenvermögen gewährt, obwohl die Insolvenz der Firma und die Unfähigkeit des privaten Kreditnehmers Nowack, die selbst genehmigten Kredite zu tilgen, bereits absehbar waren. Als schuldmindernd sah das Gericht allerdings das sorglose Verhalten der Sparkasse Essen an. So wurden dem Geschäftsführer Nowack leichtfertig diverse Kredite mit einem Gesamtvolumen von mehreren Millionen DM gewährt, ohne dass dem die sonst üblichen Sicherheiten gegenüberstanden.
Nowack bekannte sich in seinem Schlussplädoyer schuldig, akzeptierte das Urteil und verzichtete auf Rechtsmittel.
Nach dem Prozess verbreitete Nowack eine Erklärung, in der er sich für das faire Verfahren bedankt, sich aber weiterhin im Sinne der Anklage als unschuldig darstellt. Des Weiteren plane er vor dem Hintergrund seiner Verurteilung eine „Diskussion“ über „Arbeitsstellen für Familienmitglieder, Reisen von Aufsichtsratsmitgliedern und private Fahrten im Dienstfahrzeug“ anderer Mitglieder des Stadtrats.
Am 22. März 2011 wurde Nowack erneut wegen Insolvenzverschleppung vom Amtsgericht Essen zu einem Jahr und vier Monaten Freiheitsstrafe ohne Bewährung verurteilt. Dagegen legte er beim Landgericht Essen Berufung ein, die jedoch vom Landgericht Essen zurückgewiesen wurde.

## Privatinsolvenz
Wie bekannt wurde, hat das Amtsgericht Essen am 4. Dezember 2009 das Privatinsolvenzverfahren auf Antrag Nowacks eröffnet. Verschiedene westdeutsche Printmedien wie die Westdeutsche Allgemeine Zeitung übertitelten diesen Vorgang am 16. Dezember 2009 in ihrer Berichterstattung mit der Schlagzeile „Willi Nowack, Essens einst mächtigster Sozialdemokrat, ist pleite!“.
Gegenüber der WAZ betonte Nowack, sein Privatinsolvenzverfahren habe keinerlei Auswirkungen auf seine Tätigkeiten als Veranstalter des jährlich in Steele stattfindenden Volksfestes „Ruhr in Flammen“ und seine Tätigkeiten als Geschäftsführer der „Büro Nowack GmbH“.